# Zelotibia supercilia
Zelotibia supercilia is een spinnensoort uit de familie bodemjachtspinnen (Gnaphosidae). De soort komt voor in Congo.